# Mestocharella feralis
Mestocharella feralis är en stekelart som beskrevs av Girault 1913. Mestocharella feralis ingår i släktet Mestocharella och familjen finglanssteklar. Inga underarter finns listade i Catalogue of Life.